# Waćmierek (jezioro)
Waćmierek – jezioro w Polsce na Kociewiu w województwo pomorskie, w powiecie tczewskim, w gminie Tczew. Jezioro położone jest przy wsi Waćmierek, na południowy zachód od Tczewa, przy drodze krajowej nr 22, pomiędzy wsiami Swarożyn i Czarlin.
Ogólna powierzchnia: 6,8 ha